# Erich Hecke

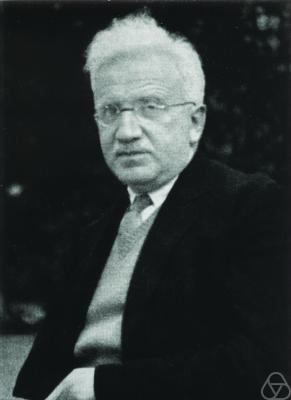
Erich Hecke

Erich Hecke (Buk, 20 september 1887 – Kopenhagen, 13 februari 1947) was een wiskundige uit  Duitsland. 
Hij promoveerde aan de Universiteit van Göttingen onder begeleiding van David Hilbert en was hoogleraar aan de Universiteit van Bazel 1915-1918, de Universiteit van Göttingen 1918 en de Universiteit Hamburg. Tot zijn studenten behoorden Kurt Reidemeister, Heinrich Behnke en Hendrik Kloosterman. 
Hij heeft in zijn vroege werk onder meer de functionaalvergelijking voor de dedekind-zèta-functie gevonden, met een bewijs dat gebaseerd is op thèta-functies. Deze methode leidde tot de L-functies, die met een klasse van karakters worden geassocieerd die nu bekendstaan als Hecke-karakters: zulke L-functies staan nu bekend als de Hecke-L-functies. Het grootste deel van zijn onderzoek besteedde hij aan de theorie van de modulaire vormen en hij stelde daarvoor de theorie van de cusp vormen voor. Cuspvormen zijn een speciaal type modulaire vormen.

## Naar Hecke genoemd
- Hecke-karakter
- Hecke-operator